# Prometheum tymphaeum
Prometheum tymphaeum är en fetbladsväxtart som först beskrevs av Quézel och Juliette Contandriopoulos, och fick sitt nu gällande namn av H. 't Hart. Prometheum tymphaeum ingår i släktet Prometheum och familjen fetbladsväxter. Inga underarter finns listade i Catalogue of Life.